# ريتشي هارت
ريتشي هارت (بالإنجليزية: Richie Hart)‏ (30 مارس 1978 بإنفرنيس في المملكة المتحدة - ) هو لاعب كرة قدم بريطاني في مركز الوسط. لعب مع نادي الاتفاق ونادي إنفرنيس ونادي دندي ونادي روس كاونتي ونادي هيبرنيانز وBrora Rangers F.C. ‏.

## وصلات خارجية
- ريتشي هارت على موقع الاتحاد الأوربي (الإنجليزية)
- ريتشي هارت على موقع قاعدة بيانات كرة القدم.إي يو (الإنجليزية)
- ريتشي هارت على موقع Soccerbase.com (لاعب) (الإنجليزية)
- ريتشي هارت على موقع Soccerway.com (الإنجليزية)